# قابلية الذكور للفناء
قابلية الذكور للفناء أو التخلص من الذكور (بالإنجليزية: Male expendability)‏ هي فكرة ترتكز حول أن المجتمع يمكنه التعامل مع فقدان رجل مثالي بشكل أفضل من التعامل مع فقدان امرأة مثالية.

## المفهوم
ويعلل أوستين جولفاج هولتر بأن اعتقاد الحكومة الروسية التي يقودها الذكور في قابلية فناء الذكور ساهمت في تأخرهم في طلب المساعدة الدولية أثناء حدوث كارثة تحطم الغواصة كورسك والتي راح ضحيتها الطاقم كله من الذكور. ويشير إلى أنه «إذا قُتلت 118 امرأة، فمن المحتمل أن تنفجر نواقيس الخطر المتعلقة بالتمييزضد المرأة حول العالم.» ويشير إلى أن الرجال أقوياء البنية اعتبروا أهدافاً مشروعة خلال الحروب في البوسنة، كوسوفو، تيمور، رواندا والشيشان.
تشير إيفانا ميلوجيفيتش أنه في حين أن السلطة الأبوية تُحدد دور المرأة في كونها كائن الجنس، فإنها تخص الرجل في بدور العنف، لذا فأن فناء الذكور نتيجة طبيعية للنظرة النمطية للمرأة وتشييئها لأغراض جنسية. كما في أفلام هم مضحيون أو المرتزقة والتي غالبا ما تدور حول فرق الرجال المحاربة. ويشير مايكل د. كلارك أن أدولف هتلر رأى أنه يمكن التخلص من الرجال المثليين من خلال معسكرات الاعتقال النازية والتجارب الطبية النازية. وقد جادل نقاد النسوية المانوسيفري بأن الرجال في الطبقات الفقيرة والعاملة هم وقود الحروب في الخارج ومعرضين للفناء في العمل في الداخل حيث إنهم محاصرون في وظائف لا يريدها أحد مثل عمال المزارع وعمال السقوف وعمال النظافة وهم مهانون بمعدلات أعلى بكثير من المرأة ". يناقش والتر بلوك في قضية التمييز أن قابلية الذكور للفناء هي نتيجة لكون المرأة عنق الزجاجة في القدرة التناسلية لدى السكان، وقد تكرر هذا الموضوع في كتاب أسطورة قوة الذكور لارين فاريل.